# Konrad Helbig
Pour les articles homonymes, voir Helbig.
Konrad Helbig est un photographe, archéologue et historien d'art allemand, né à Leipzig le 17 juin 1917 et décédé à Mayence le 17 février 1986.

## Biographie
Dès son retour de captivité de la Seconde Guerre mondiale en ex - Union soviétique, en 1947, il engage ses études d'histoire de l'art et d'archéologie. Reporter photographe pour de grands hebdomadaires et journaux allemands, il parcourt sans relâche le bassin méditerranéen avec une prédilection pour la Sicile comme auparavant son compatriote Wilhelm von Gloeden. Tel ce dernier, il est reconnu pour ses remarquables prises de vues de jeunes Siciliens, souvent nus, sur les bords de la Méditerranée. Néanmoins, cette part essentielle de son œuvre ne sera connue qu'après sa mort en 1986.
L'ensemble de son œuvre connue (23000 clichés dont 11000 sur la Grèce et 6000 sur l'Italie) a été déposée au fonds photographique de l'université de Marbourg et aux archives d'État de Hambourg.
Dans les années 2010, il a fait l'objet d'expositions à Paris par Nicole Canet.